# Passiflora bahiensis
Passiflora bahiensis är en passionsblomsväxtart som beskrevs av Johann Friedrich Klotzsch. Passiflora bahiensis ingår i släktet passionsblommor, och familjen passionsblomsväxter. Inga underarter finns listade i Catalogue of Life.